# Pararhizomys
Pararhizomys é um gênero extinto de roedores da família Spalacidae.

## Espécies
- Pararhizomys hipparionum Teilhard de Chardin e Young 1931
- Pararhizomys macinnesi
- Pararhizomys qinensis Zhang, Flynn e Qiu, 2005